# Петрушевич Євген Омелянович
Євге́н (галицьке; у діаспорі Евген) Омеля́нович  Петруше́вич (3 червня 1863, Буськ, Королівство Галичини та Володимирії, Австрійська імперія, нині Львівська область, Україна — 29 серпня 1940, Гермсдорд, Берлін, Третій Рейх) — український громадсько-політичний діяч, правник, доктор цивільного і церковного права (1891), Президент Української Національної Ради і Уповноважений Диктатор (верховний військово-політичний зверхник під час війни) Західноукраїнської Народної Республіки (ЗУНР) (9 червня 1919 — 15 березня 1923), голова Української Національної Ради ЗУНР (1918—1919).

## Життєпис

### Навчання, початки діяльності
Народився в сім'ї греко-католицького священика, громадсько-політичного діяча, віце-маршалка Камінко-Струмилівського повіту о. Омеляна Петрушевича. Батько був знавцем української історії й літератури, людиною широкого духовного кругозору, глибокої національної свідомости. Відповідно виховав своїх трьох синів. Стрийком Евгена був історик, греко-католицький священник о. Антоній Петрушевич.
Спочатку закінчив народну школу міста Буська. Після закінчення Академічної гімназії в 1880 році вступив до Генеральної греко-католицької духовної семінарії у Львові та одночасно став студентом богословського факультету університету. Після двох років навчання залишив семінарію та записався в 1882 році на студії правничого факультету (факультету права й адміністрації) Львівського університету імені Франца І, які закінчив у 1887 році. З 1883 до 1884 року відбув однорічну військову службу в 10-му піхотному полку австрійської армії в Перемишлі. У студентські роки став одним із лідерів молодіжного руху, очолював «Академічне братство». Після здобуття ступеня доктора права проходив практику в директора Товариства взаємних забезпечень «Дністер» Степана Федака. 1896 року у Львові як крайовий адвокат відкрив адвокатську канцелярію на вулиці Міцкевича, 6 (інформацію про це опублікували, зокрема, в часописі «Kurjer Lwowski» 7 і 13 липня 1896).

### Сокальський період
Навесні 1897 року переніс адвокатську канцелярію до Сокаля.
На Сокальшині виявив себе талановитим організатором громадсько-політичного та культурно-освітнього життя у трохи віддаленому від галицької столиці повіті: був головою повітової «Просвіти», закладав мережу її осередків у регіоні, заснував повітову касу ощадності, бурсу для дітей «Шкільна поміч», очолював боротьбу проти москвофільства, яке ще мало тут досить сильні позиції. За сприяння Є. Петрушевича було збудовано «Народний дім» у Сокалі. Як адвокат здобув прихильність широкого загалу професійним захистом від сваволі влади.
Із утворенням Української Національно-Демократичної Партії (1899) став її активним діячем. Тож невипадково на перших (після ухвалення в Австро-Угорщині демократичного закону) виборах до австрійської Державної Ради (парламенту) (1907 року) його обрали послом від великої виборчої округи Сокаль — Радехів — Броди — Зборів (не раз виступав на Зборівщині). Серед 30 українських депутатів став одним із лідерів (поряд з доктором Костем Левицьким), згодом — головою Української парламентської репрезентації, виступи якого на сесіях відзначалися цілеспрямованістю та глибокою аргументацією. Критикував політику австрійського уряду в національному питанні, постійно звертав увагу парламенту на нехтування властями інтересів бідноти, наполегливо вимагав впровадження реформ (насамперед виборчої — до Галицького крайового сейму, в якому українці мали лише 12 послів; саме цій проблемі він присвятив першу промову в Палаті послів 1908 р.).

### Сколівський період, діяльність у парламенті Австро-Угорщини
У грудні 1905 переніс адвокатську канцелярію до міста Сколе, де в 1910 став заступником бургомістра.
Обраний у 1907 в 1911 роках послом (депутатом австрійського парламенту від двомандатного 65 округу (сільські громади судових повітів Сокаль, Радехів, Зборів, Залізці, Броди, Мости Великі, Лопатин, а також села Розношинці, Красносільці, Луб'янки Нижні та Луб'янки Вижні (судовий повіт Збараж), Кути та Юсковиці (судовий повіт Олесько), Гнилиці Малі, Гнилиці Великі, Нове Село, Терпилівка, Сухівці, Шельпаки, Кошляки, Токи та Пальчинці (судовий повіт Нове Село).
1910 р. його від Стрийської виборчої округи було обрано послом до Галицького крайового сейму (замість Евгена Олесницького, який склав мандат; від IV курії округу Стрий — Сколе, входив до складу «Українсько-руського соймового клубу»). На першій осінній сесії 1910 року виступив з доповіддю від радикального крила українських депутатів під час гострої дискусії з приводу обговорення нового закону про вибори до сейму. Впродовж майже двох років як провідний діяч «Українського сеймового клубу» очолював боротьбу за новий виборчий закон, який, врешті-решт, було ухвалено. На виборах 1913 року до Галицького сейму увійшли 34 українські посли. На цьому керівництво українського клубу не зупинилося. Зайнявши провідні позиції в комісії для опрацювання нового виборчого закону, Е. Петрушевич (обраний від IV курії округу Стрий — Сколе, входив до складу «Українського соймового клубу», був заступником голови) і К. Левицький домоглися збільшення квоти українців у сеймі до 62 мандатів, що було схвалено послами сейму. Крім того, після довголітньої боротьби, нарешті, у лютому 1914 р. ухвалено постанову про заснування у Львові українського університету.
Брав активну участь в діяльності австрійського парламенту. У розпал Першої світової війни (1916) замінив Костя Левицького і Юліана Романчука на чолі українського політичного проводу як голова Української парламентської репрезентації, створеної 7 листопада 1916 після оприлюднення цісарського маніфесту про розширення автономії Галичини, фактичну передачу її полякам. З цього приводу між українськими парламентаріями, з одного боку, та польськими, з другого, розгорнулася справжня війна. Є. Петрушевич провів низку зустрічей з впливовими діячами Австро-Угорщини, оприлюднив кілька аргументованих заяв у виступах і пресі, обстоюючи історичну справедливість щодо Галичини — української етнічної території та її народу, що мав таке ж право на національну державність, як і решта народів імперії.
Використовуючи такі потужні аргументи, як участь українців, зокрема Легіону Українських Січових Стрільців, у війні на боці Австро-Угорщини, антиросійське спрямування політики Загальної Української Ради, українські посли парламенту на чолі з Є. Петрушевичем і К. Левицьким домоглися деякого послаблення утисків урядових чиновників і польської адміністрації на українське населення Галичини. Українців стали більше залучати на керівні посади в місцеві та регіональні установи, що більше, Іван Горбачевський став міністром здоров'я (1917—1918), а Йосип Ганінчак — генеральним прокурором Австрії. Вдалося змістити цісарського намісника Галичини генерала Діллера з його відверто пропольською орієнтацією, якого замінив більш поміркований і прихильний до українців генерал Карл фон Гуйн. Парламентську діяльність Є. Петрушевича високо оцінював К. Левицький: «Євген Петрушевич виявляв велику енергію у важнійших хвилинах наших визвольних змагань, — писав він у спогадах 1937 р. — Поміж послами належав до діячів гострійшого тону».

### Перед проголошенням ЗУНР
Під час міжнародних переговорів у Бересті в лютому 1918 р. очолив галицьку делегацію, яка, хоча й була усунута від безпосередньої участі в дискусіях, сприяла внесенню в таємний додаток до укладеної угоди між Центральними державами, УНР та більшовицькою Росією зобов'язання Австрії надати Галичині автономію до 20 липня 1918 р. Проте польські представники таки зірвали у віденському парламенті ратифікацію Берестейських угод, які певною мірою захищали Галичину від зазіхань Варшави й, по суті, були кроком до відновлення у краї української державності. У відповідь Є. Петрушевич спільно з парламентаріями Чехії та Словаччини опрацював і вніс на розгляд цісаря Карла план перебудови Австро-Угорської імперії. За його концепцією, імперію необхідно було перетворити у федерацію вільних народів з перспективою утворення національних держав у союзі з Австрією. 16 жовтня 1918 р. цісар Карл І оприлюднив маніфест, згідно з яким Австрія проголошувалася союзною державою, її народи здобували право на державність.
Усвідомлюючи, що монархія Габсбургів стоїть на межі розвалу, 10 жовтня галицько-український політичний провід на чолі з Є. Петрушевичем ухвалив рішення скликати 18 жовтня у Львові Українську конституанту, щоби визначити долю краю. Представницьке зібрання українських послів Райхсрату, Галицького та Буковинського сеймів, єпископату, представників політичних партій, організацій і товариств (близько 500 осіб) 19 жовтня проголосило утворення на етнічних українських землях незалежної держави й обрало УНРаду на чолі з президентом Є. Петрушевичем для реалізації історичних постанов. 21 жовтня на зборах відпоручників з усього краю в Народному домі він оголосив у присутності митрополита Андрея Шептицького опрацьований ним статут УНРади та виклав план легального й мирного переходу влади в руки українців. З цим виїхав до Відня.

### Президент та уповноважений Диктатор ЗУНР

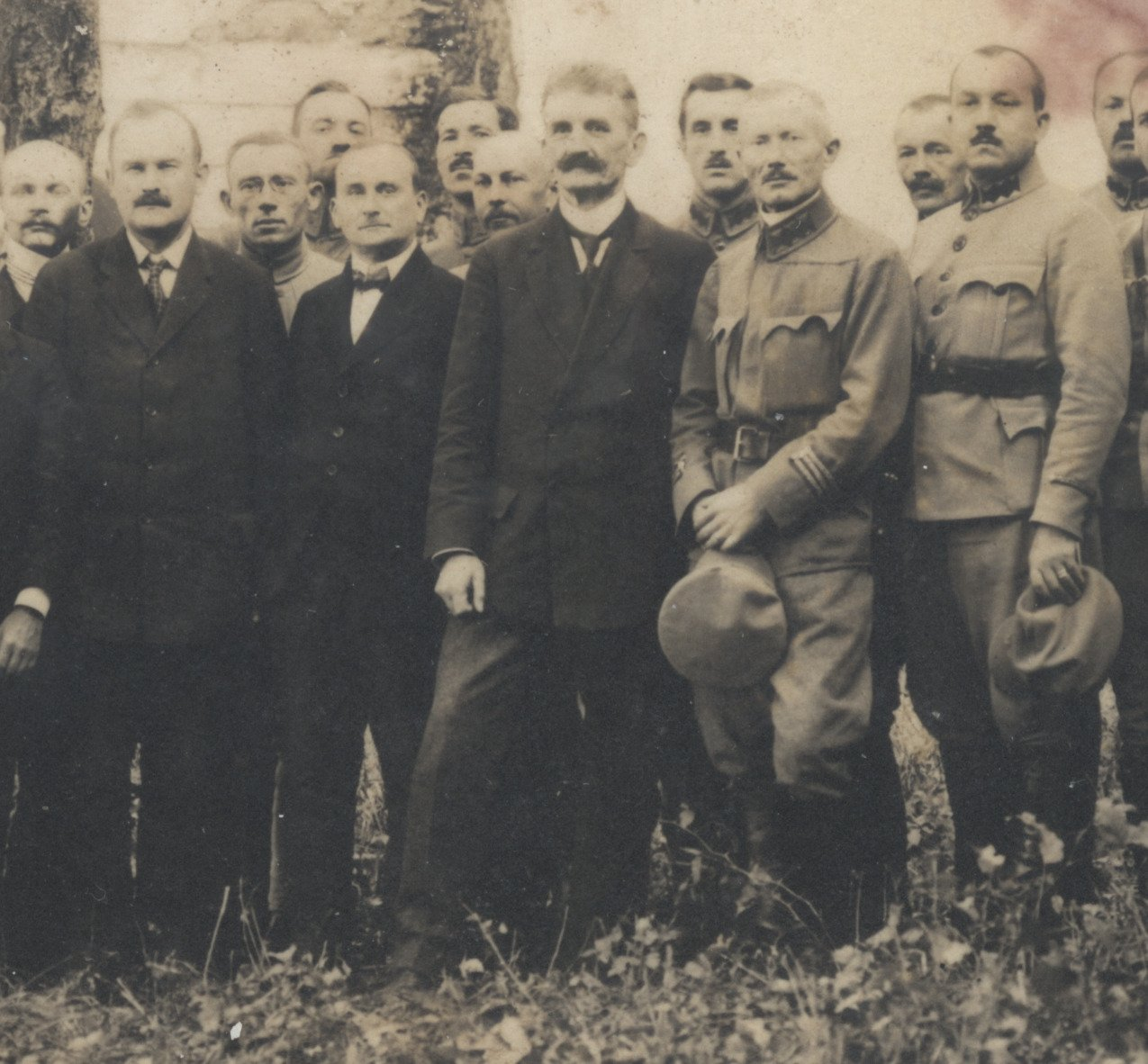
У першому ряді зліва направо: Сидір Голубович, Степан Витвицький, Євген Петрушевич, Стефан Чмелик, Ярослав Селезінка

Мирним шляхом перебрати владу у Галичині не вдалося. Через реальну загрозу приєднання Галичини до Польщі провід УНРади під керівництвом К. Левицького та Військовий комітет на чолі з Дмитром Вітовським здійснили 1 листопада 1918 переможне повстання у Львові й на теренах Галичини та Буковини («Листопадовий чин»). 1 листопада проголошено утворення Української Держави колишніх австро-угорських земель (з 13 листопада 1918 р. ЗУНР), а 9 листопада сформовано її перший уряд (з 13 листопада — Державний Секретаріат). У краї розгорнуто національно-державне будівництво. Розв'язана поляками війна і запеклі бої у Львові не дали змоги Євгену Петрушевичу повернутися до краю. Він прибув до Станиславова, куди після втрати Львова перебрався провід ЗУНР, і 3 січня 1919 р. провів першу сесію УНРади, на якій було ухвалено закон про Злуку з УНР. Після урочистого проголошення та схвалення Акта злуки у Києві 22 січня увійшов до складу Директорії.
Як президент УНРади здебільшого виконував репрезентативні функції й, згідно з Тимчасовим Основним Законом, не мав реальних прав для реалізації власних поглядів на внутрішню й зовнішню політику держави. Його надмірний парламентаризм і конституціоналізм часом були піддавані критиці як такі, що вони не відповідали ситуації в країні, охопленій війною. Але своєю політичною культурою, парламентським досвідом і тактом умів впливати на перебіг подій. УНРада під його проводом діяла як справжній парламент, де панувала атмосфера демократизму й свободи слова. Вона опрацювала низку необхідних законів, які реґламентували громадсько-політичне й економічне життя, заклали правову базу держави й відповідали прагненням та інтересам народу, завдяки чому вдалося уникнути гострих соціальних конфліктів. На відміну від Наддніпрянщини й більшовицької Росії, в ЗУНР не було місця проявам анархізму, отаманщини й інших деструктивних явищ, смертельно небезпечних для молодих держав.
Улітку 1919 р. польське військо за сприяння Франції захопило майже всю Галичину (румунське ще восени захопило Буковину). Під загрозою надзвичайної небезпеки, витвореної польським наступом, за одними даними, 31 травня 1919 року в приміщенні Бучацького монастиря ЧСВВ відбулося засідання послів Української національної Ради ЗУНР, які «скасували парламент та передали всю повноту влади диктаторові ЗУНР Євгенові Петрушевичу». За іншими, 2 червня 1919 у приміщенні Бучацького монастиря ЧСВВ відбулась державна нарада ЗУНР за участи майже всіх чільників держави, зокрема президента ЗУНР, державних секретарів, генералів Михайла Омеляновича-Павленка і Олександра Грекова, полковника Віктора Курмановича та інших старшин УГА. Переглядали «фатальну ситуацію на фронті», вирішили використати всі можливості для оборони Галичини, в крайньому випадку — перевести УГА за Збруч. Історик о. Іриней Назарко стверджував, що Диктатором Петрушевич став у травні у Бучачі.
У Заліщиках УНРада 9 червня надала йому спеціальні права уповноваженого Диктатора (верховного військово-політичного зверхника на час війни), які означали сумісництво обов'язків президента й голови уряду. Відтак функції Державного секретаріату передано уповноваженим, зокрема, Сидору Голубовичу — функції уповноваженого з внутрішніх справ, Віктору Курмановичу — військових, Степану Витвицькому — закордонних тощо. Це рішення загалом було схвалене галицьким суспільством, але керівництво УНР розцінило його як недемократичне, вбачаючи у ньому сепаратистські тенденції. Петрушевича усунули з Директорії, а щоби втримати надійний вплив на регіон, при уряді УНР утворено міністерство Галичини на чолі з галицьким соціалістом Семеном Вітиком, через що його відносини з Симоном Петлюрою, які й до того не були ідеальні, загострилися.
Цікаво, що деяких східно-українських визначних військовиків (зокрема Оскілка і Болбочана) звинуватили в намаганні призначити Петрушевича і головою Директорії УНР.
Ситуацію намагався використати радянський уряд України. Його голова Християн Раковський пропонував військовий союз у боротьбі з Польщею лише за однієї умови — порвати стосунки з Директорією. Але Петрушевич прийняв пропозицію Симона Петлюри приєднати Галицьку армію до армії УНР для спільної боротьби з більшовиками за визволення України. Урядові структури ЗУНР і УГА перейшли Збруч і розмістилися в районі м. Кам'янець-Подільський. У серпні об'єднані українські (УГА і Дієва армія УНР) армії розгорнули бойові дії на Правобережжі й на короткий час (30 — 31 серпня) визволили Київ. Невдовзі вони билися на двох фронтах — проти більшовицького і денікінського військ. Проте впродовж війни керівництво УНР вело закулісні інтриги проти Петрушевича. Великим непорозумінням сталося й залишення Києва. Не маючи повної довіри до Євгена Петрушевича, Головний отаман Петлюра вимушено почав сепаратні переговори з поляками. Коли знесилена жахливою епідемією тифу Галицька армія змушена була заради порятунку укласти перемир'я з денікінцями. За даними Володимира Сергійчука, Евген Петрушевич виїхав до окупованої денікінцями Одеси. Симон Петлюра вимушено віддав полякам Кам'янець-Подільський (вранці 17 листопада увійшли в місто), керівництво ЗУНР через Румунію виїхало до Відня, Головний отаман залишився в Україні.
Близький до Диктатора ЗОУНР М. Лозинський стверджував, що він (незважаючи на позицію частини галицьких діячів) …рішився держатися далі дотеперішнього курсу, себто вважати Директорію і орієнтуватися на Антанту. На вибір шляхів виходу з ситуації вплинули позиція митрополита А. Шептицького (виступав категорично проти будь-якого союзу з більшовиками), міцна гіпноза за Антантою самого Е. Петрушевича.

### Початки еміграції
Опинившись в еміграції, продовжував боротьбу за відновлення незалежності ЗУНР на міжнародній арені. Реорганізований у серпні 1920 року уряд в екзилі, до якого увійшли досвідчені державні діячі Кость Левицький, Володимир Сінгалевич, Степан Витвицький, Ярослав Селезінка, Осип Назарук та інші, намагався не допустити юридичних рішень Ліги Націй щодо передачі Галичини Польщі. Голова уряду надсилав українські місії на міжнародні переговори в Ригу та Женеву. У лютому 1921 Ліга Націй офіційно визнала окремішність Галичини й визначила Польщу тимчасовим окупантом за умови, що сувереном краю є Антанта, рекомендувала Раді амбасадорів країн Антанти розглянути українське питання. Аби чітко окреслити прагнення галицьких українців, уряд Є. Петрушевича опрацював і представив союзним державам проект конституції Української Галицької Республіки, що була орієнтована на західні демократії й надавала широкі права й свободи усім національностям краю. Водночас за ініціативи уряду в Галичині здійснено широкомасштабні акції бойкоту виборів до польського сейму та призову до війська. Нарешті, вдалося домогтися включення галицького питання для розгляду на міжнародній конференції в Генуї у квітні 1922 р. Петрушевич особисто очолив галицьку делегацію, увівши до неї Костя Левицького, Стефана Рудницького і Осипа Назарука. Але дискусію з проблем Галичини було зірвано. Саме в Генуї відбулися перші контакти Петрушевича з представниками Радянської України, зокрема з Х. Раковським, якому імпонувала конфронтація уряду ЗУНР із С. Петлюрою. Улітку 1922 р. переговори з Є. Петрушевичем у Відні вів радянський дипломат Юрій Коцюбинський. Ці заходи більшовиків були скеровані на розкол української еміграції, здебільшого антирадянської.
Варшава, підтримувана Францією, розгорнула не менш активну дипломатичну діяльність за збереження влади над Галичиною. У вересні 1922 р. польське керівництво здійснило низку акцій, які мали справити позитивне враження на світову громадськість, зокрема проголошено закон про воєводську автономію Галичини, заснування українського університету у Львові, поширено заяву уряду з пропозицією Є. Петрушевичу розпочати переговорний процес. Результатом цих заходів стало рішення Ради амбасадорів Антанти в Парижі від 15 березня 1923 р., за яким Галичина без жодних застережень відійшли до Польщі. Проголошені Варшавою закони залишилися на папері.
Змушений був у травні 1923 р. розпустити уряд ЗУНР в екзилі, ліквідувати дипломатичні представництва та місії за кордоном. Галицькі державні й політичні діячі повернулися на Батьківщину, включилися у леґальну діяльність відповідно до програм своїх партій і рухів.

### Берлінський період
Петрушевич переїхав до Берліна, де продовжив дипломатично-пропагандистські акції на захист поневоленого народу, поширював ноти протесту проти діяльності польських окупаційних властей, надсилав заяви до Ліги Націй, видавав газету «Український прапор», надавав морально-політичну підтримку інтернованим у Чехословаччині частинам Галицької армії.
У берлінський період, залишившись без моральної підтримки соратників, відчуваючи матеріальні труднощі (допомогу надавали український вікарій Петро Вергун, гетьман Павло Скоропадський, професор Іван Мірчук) Є. Петрушевич підпав під вплив ілюзій щодо зміни національної політики радянської влади в Україні в період «українізації». Відвідував прийоми в радянському посольстві, зустрічався з послом М. Крєстінським. Однією з перших засудила радянофільство галицького діяча Українська Військова Організація. У відповідь «Український прапор» виступив з критичними статтями щодо діяльності УВО. Що більше — у 1925 р. група прихильників Є. Петрушевича на чолі з Осипом Думіним спробувала розколоти організацію Євгена Коновальця й утворила так звану Західноукраїнську Народно-Революційну Організацію, яка невдовзі розпалася.
Цим радо скористався радянський пропагандивний апарат. 4 вересня 1925 року в Харкові Політбюро ЦК КП(б)У прийняло постанову про Є. Петрушевича; було визнано доцільним тимчасово підтримати Петрушевича з тим, щоб він письмово звернувся до РНК УСРР з викладом своєї позиції щодо ставлення до радянської влади, а також до нової економічної платформи трудовиків під назвою «Українське національне об'єднання».
Радянофільські настрої Є. Петрушевича, як і багатьох його співвітчизників, розвіялися на зламі 1930-х рр., коли в Україні розгорнулися масові репресії й терор органів ГПУ—НКВД. Подальші роки емігрантського життя виявилися надзвичайно важкі внаслідок матеріальних нестач. Долав труднощі завдяки підтримці гетьмана П. Скоропадського та Апостольського вікарія УГКЦ в Німеччині о. П. Вергуна. Але й у похилому віці Є. Петрушевич співпрацював з Українським Національним Об'єднанням (УНО), іншими емігрантськими організаціями. Коли у вересні 1939 р. Німеччина напала на Польщу, надіслав уряду Гітлера протестаційний меморіал.

## Смерть і після смерті
Влітку 1938 газета «Діло» повідомила, що Е. Петрушевич страждає від сечокам'яної хвороби.
Помер 29 серпня 1940 у віці 77 років у берлінському районі Гермсдорф.
Був похований на берлінському цвинтарі біля римо-католицької катедри святої Ядвіги представниками УНО, які згодом встановили на могилі пам'ятник. За даними Миколи Литвина, Кіма Науменка, влітку 1959 р. Об'єднання українських правників-емігрантів (Торонто) упорядкувало могилу, встановило 1,5-метровий пам'ятник, заплатило за ділянку до 2020 р. До 2002 року могилу доглядало посольство України в Німеччині.
Перепохований 1 листопада 2002 року на Личаківському цвинтарі у Львові; перепохованням опікувався Юрій Ференцевич.

## Сім'я
Дружина — Леокадія Пуніцька, донька сокальського старости, кузина Євгена, похресниця його батька Омеляна. Для того, щоб одружитись, молодята отримали дозвіл церкви.
1892 року у них народився син Антін, священник, який помер 1941 р. внаслідок тортур у німецькій в'язниці. Його дві дочки отримали австрійське громадянство.

## Вшанування пам'яті

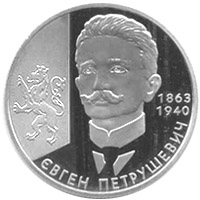
Ювілейна монета НБУ із зображенням Євгена Петрушевича

- Вулиця Петрушевича у містах Броди, Івано-Франківськ, Тернопіль, Стрий, Чортків та Іллінці.
- 28 червня 1991 року на батьківщині Євгена Петрушевича, у м. Буську відкрито, першу в Україні, меморіальну таблицю Президенту ЗУНР, встановлену на будівлі колишнього універмагу[23].
- 5 серпня 1997 року Буській гімназії було присвоєно ім'я Євгена Петрушевича.
- На честь Петрушевича названо площу у Львові.
- 1 листопада 2008 року на батьківщині Євгена Петрушевича, у м. Буську відкрито перший монумент Президенту ЗУНР.
- У 2008 році Національний банк України пам'ятну випустив монету на честь Євгена Петрушевича.
- Пам'ятна таблиця, присвячена перебуванню Президента ЗУНР Є. Петрушевича та уряду ЗУНР, встановлена на будівлі Чортківської міської ради (ратуші; значний внесок у її встановлення зробив краєзнавець Юхим Макотерський).
- У 2014 році за сприяння буського краєзнавця Степана Давидовського на міському цвинтарі віднайдено родинний склеп родини Петрушевичів, у якому спочиває прах батьків Евгена Петрушевича о. Омеляна та Савини, а також малолітньої сестри Леонтії. На 31 жовтня 2018 року запланували освячення родинного гробівця Петрушевичів[24].

### Рекомендована література
- Павлишин О. Петрушевич Євген Омелянович // Західно-Українська Народна Республіка 1918—1923. Енциклопедія. Т. 3: П — С. Івано-Франківськ: Манускрипт-Львів, 2020. С. 125—127 (українською). ISBN 978-966-2067-65-1.